# Nationalmuseum der Republik Kasachstan

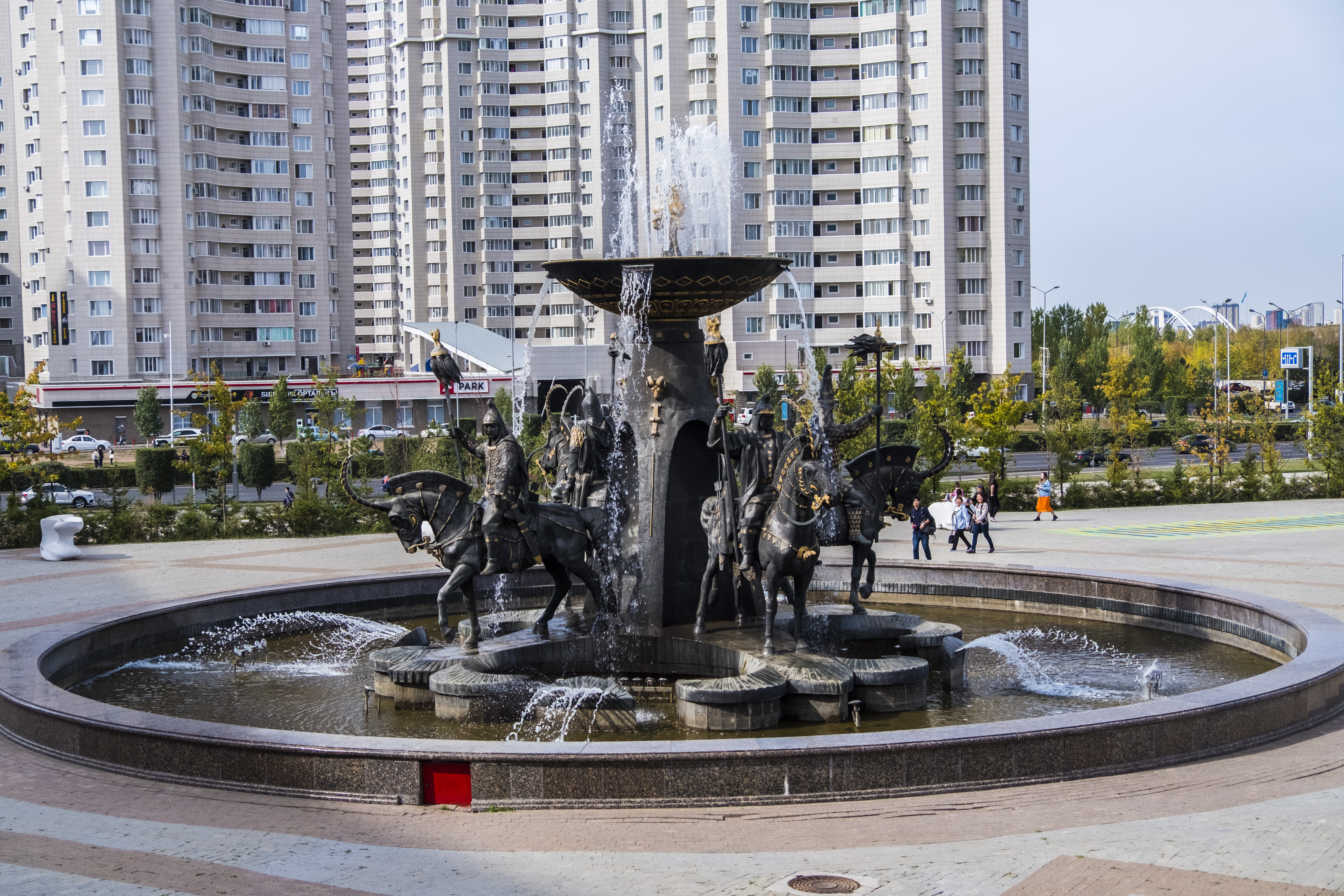
Brunnen vor dem Eingang zum Museum

Das Nationalmuseum der Republik Kasachstan (kasachisch Қазақстан Республикасының Ұлттық музейі) (englisch National Museum of the Republic of Kazakhstan) ist ein Nationalmuseum in der kasachischen Hauptstadt Astana.  Es wurde am 2. Juli 2014 nach einer Bauzeit von sechs Jahren vom damaligen Präsidenten der Republik Kasachstan Nursultan Nasarbajew eröffnet. Das Nationalmuseum soll gemeinsam mit der ebenfalls neu eröffneten Bibliothek ein modernes Kulturzentrum in Astana schaffen.
Das Museumsgebäude nimmt eine Fläche von rund 74.000 Quadratmetern ein und ist in sieben Blöcke unterteilt, die insgesamt 14 Säle enthalten. Es deckt die Geschichte und Kultur von Kasachstan von der alten bis in die moderne Zeit ab. Hierbei sind besonders die Hall of Independent Kazakhstan (Halle der Unabhängigkeit Kasachstans) sowie die Hall of Astana, die sich mit der Geschichte Astanas, beschäftigt, zu nennen. Die Eingangshalle ist mit einem eindrucksvollen vergoldeten Adler versehen, der neben einer großen Karte des Landes schwebt. In der Goldenen Halle sind viele Ornamente aus der Bronzezeit ausgestellt. Die Halle der Ethnographie zeigt Exponate, die sich mit der nomadischen Kultur Kasachstans befassen. Eine bedeutende Sammlung stellt Goldschmuck der Jessik-Beschsatyr-Kultur sowie aus antiken Begräbnishügeln des Bezirks Qaton-Qaraghai aus. Außerdem gibt es u. a. eine Halle für moderne Kunst, ein Forschungsinstitut, ein Kindermuseum, eine Restaurierungswerkstatt, verschiedene Laboratorien, eine Wartungshalle, eine wissenschaftliche Bibliothek, einen Konferenzsaal und einen Souvenirladen. Das Nationalmuseum ist mit modernen elektronischen Geräten und Ausstellungstechnologien ausgestattet. Den Besuchern werden Multimedia-Führungen mit Informationen in drei Sprachen angeboten.
Das Nationalmuseum der Republik Kasachstan unterhält auch eine Abteilung für internationale Beziehungen. Die wichtigsten Aktivitäten dieser Abteilung bestehen darin, die internationale Präsenz im Bereich der modernen Künste Kasachstans zu stärken. Die Abteilung unterstützt den Austausch und die Zusammenarbeit zwischen Künstlern aus Kasachstan mit internationalen Kunstgemeinschaften weltweit. Außerdem werden Kuratorprogramme, Ausstellungen zu speziellen Themen, die Organisation von Konferenzen, Workshops, Seminaren und Vorträgen sowie die Unterstützung bei der Registrierung und der Visaerteilung für ausländische Besucher durchgeführt. Mitarbeiter des Nationalmuseums reisen auch zu internationalen Konferenzen, um auf die vielfältigen wissenschaftlichen und kulturellen Aktivitäten des eigenen Landes hinzuweisen. Aufgrund der sehr eindrucksvollen Exponate entwickelt sich das Museum zu einer beliebten Touristenattraktion.

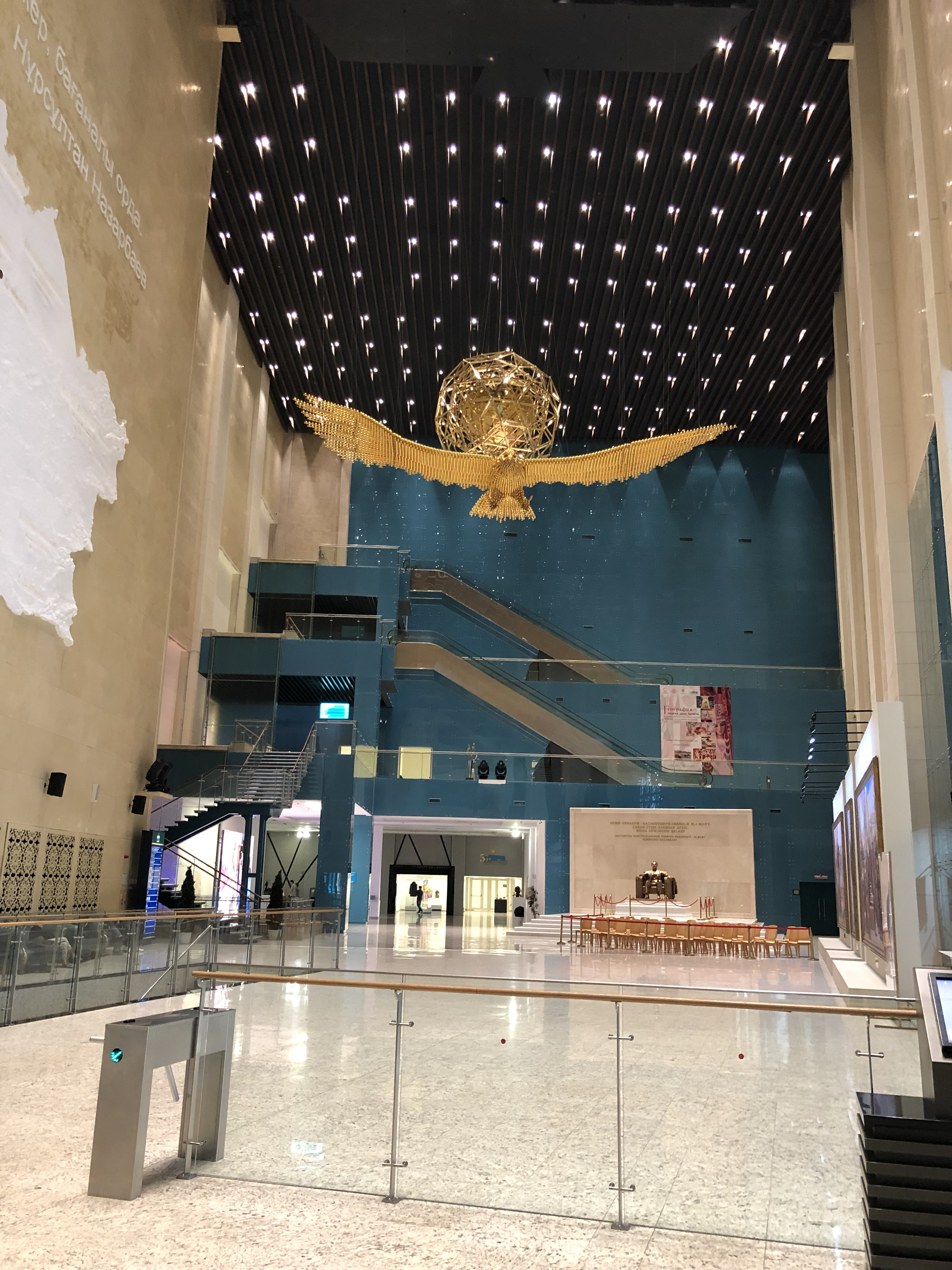
Eingangshalle
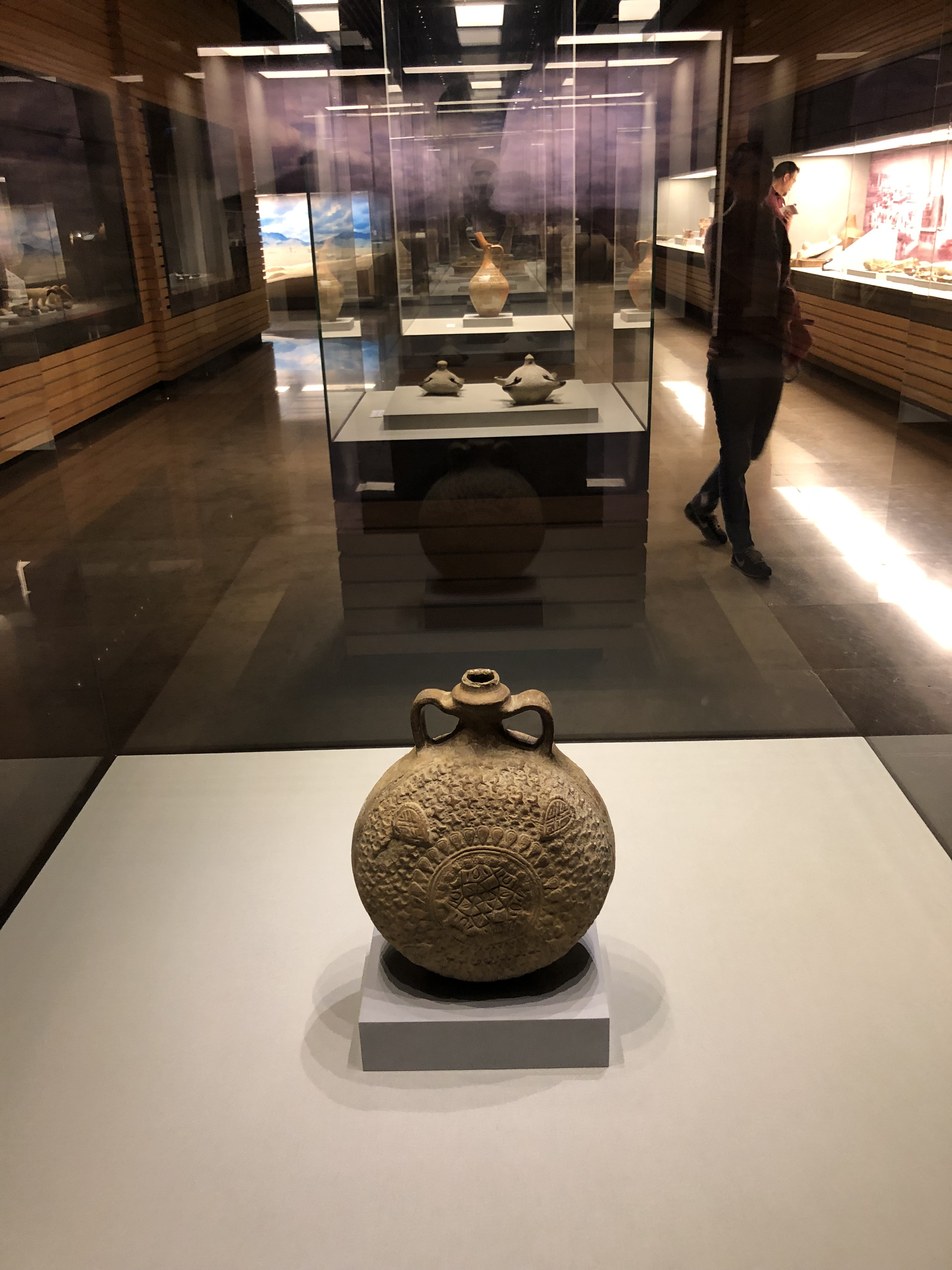
Ausstellung antiker Töpfereiexponate
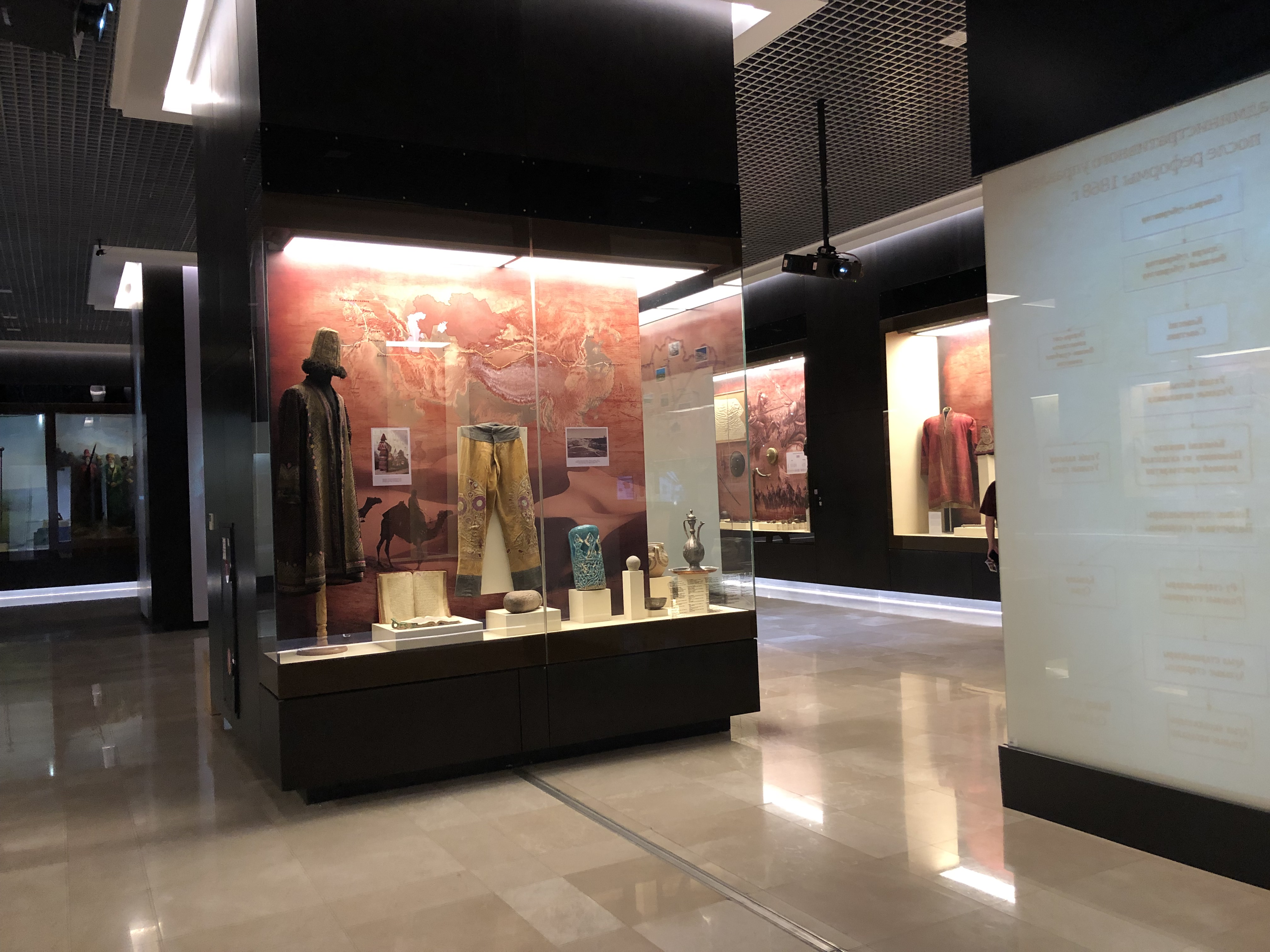
Blick in einen Museumssaal
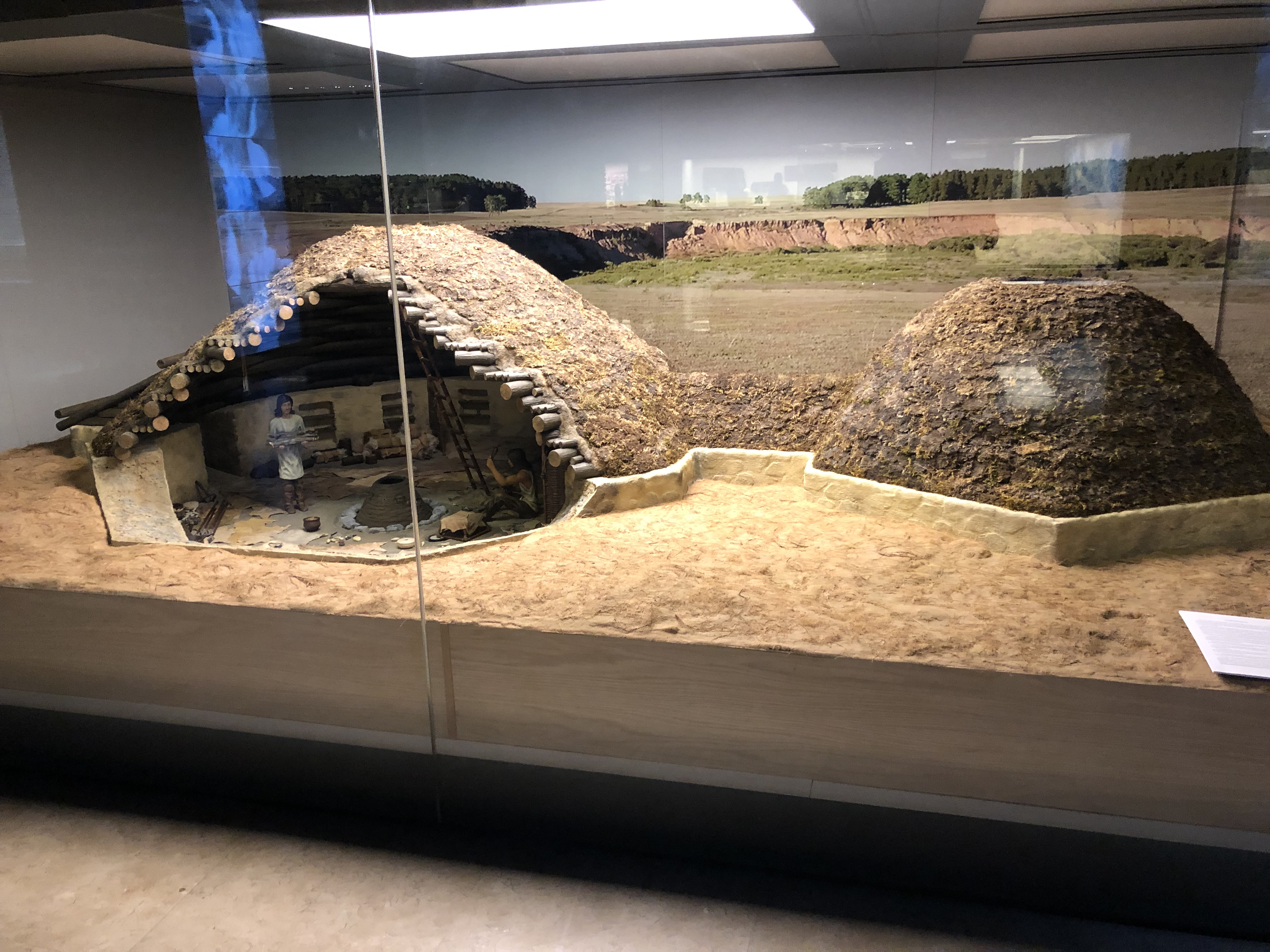
Darstellung einer historischen ländlichen Behausung
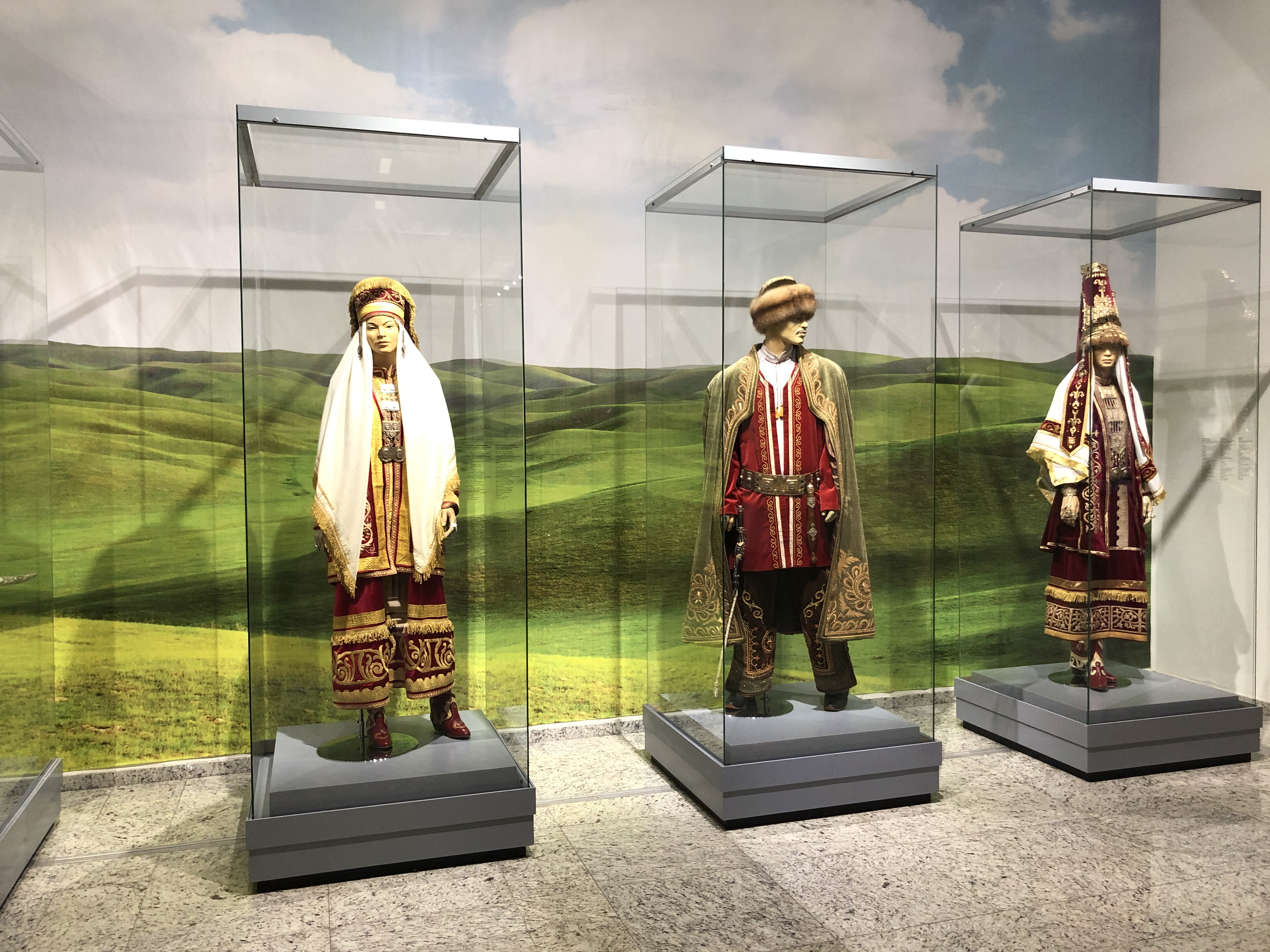
Traditionelle Kleidung
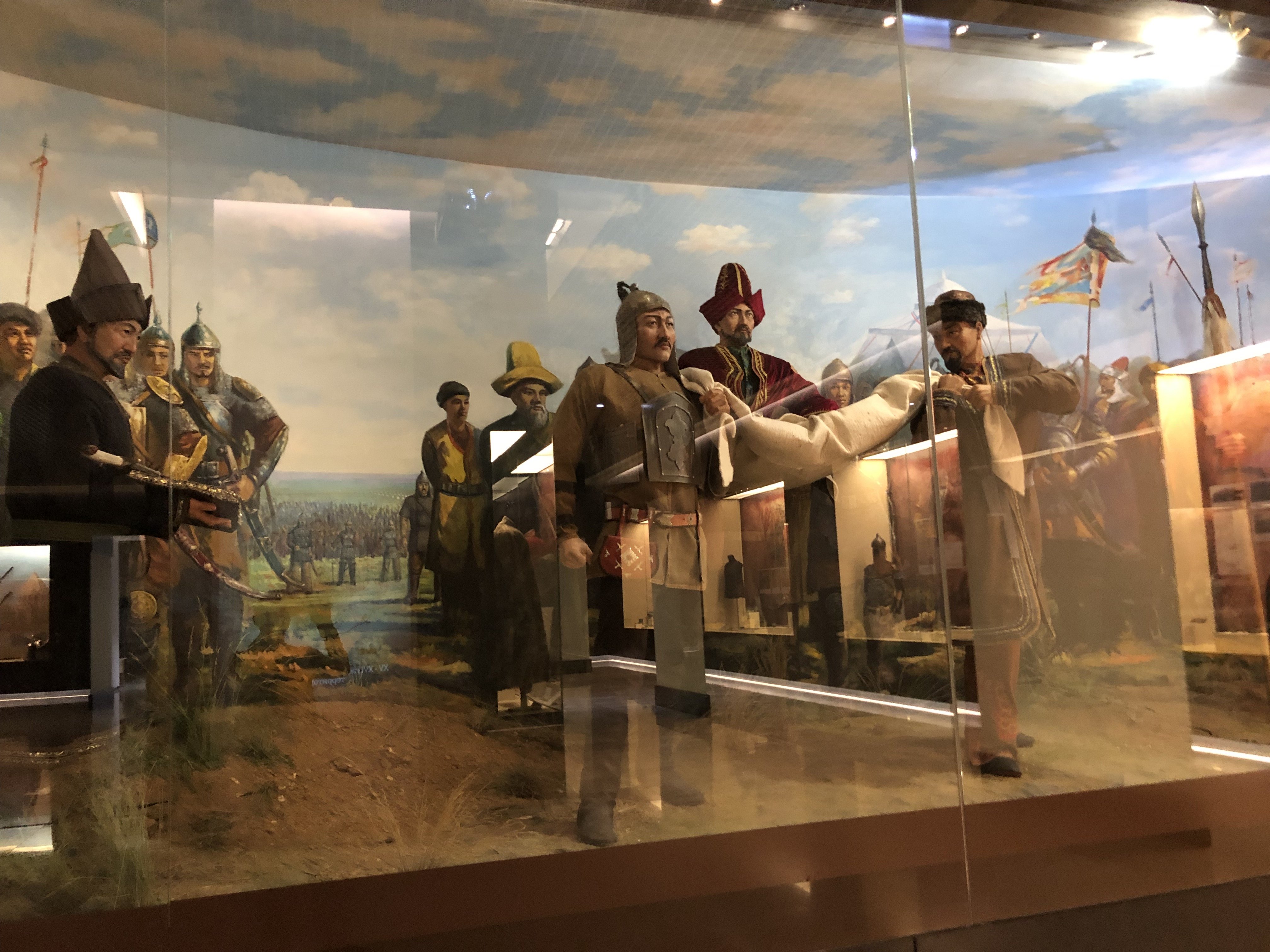
Nachgestellte Kriegsszene
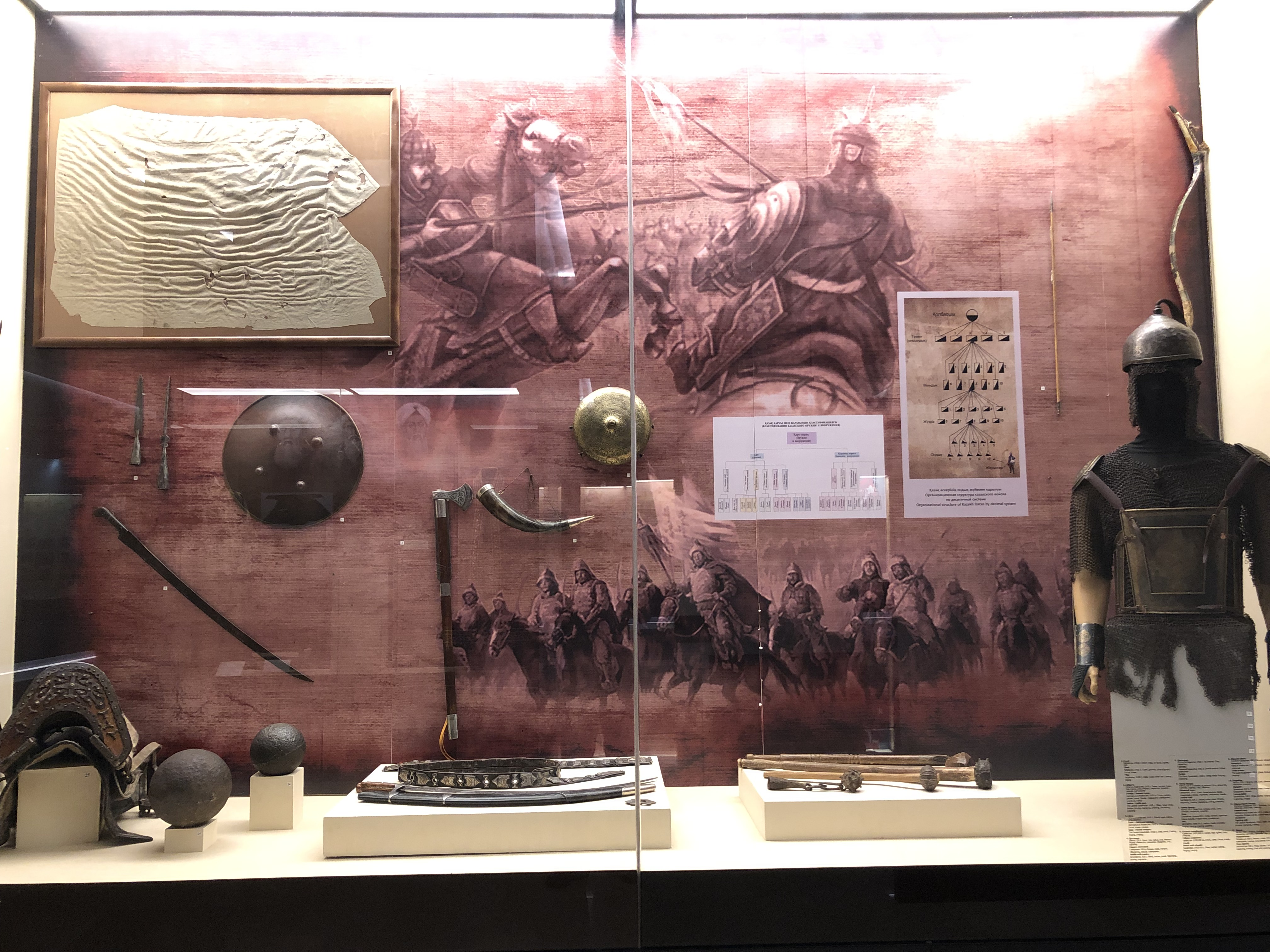
Ausstellung antiker Waffen und  Schaubilder von Kriegsereignissen
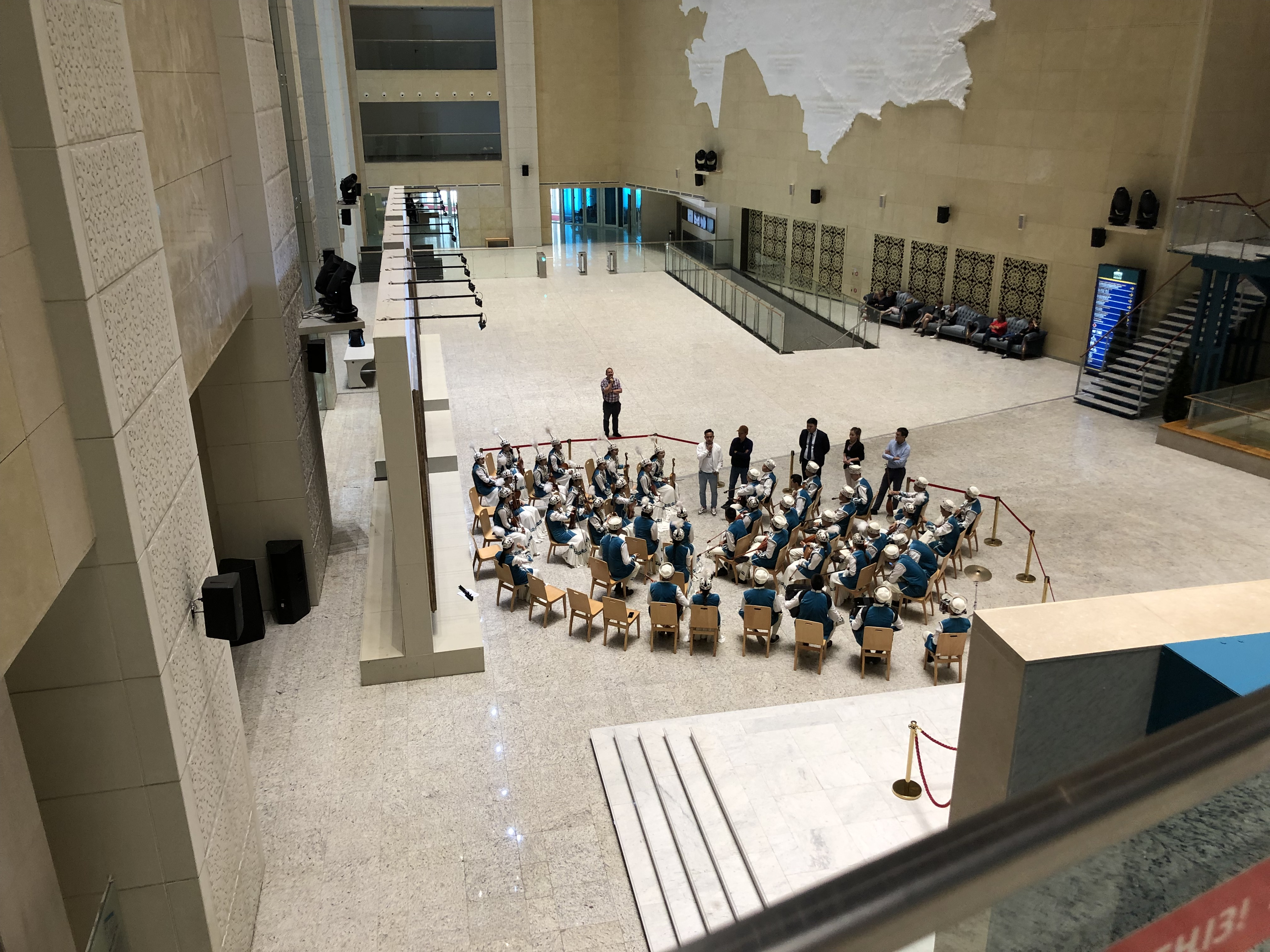
Nutzung des Museums für Konzerte